# 下着フェティシズム

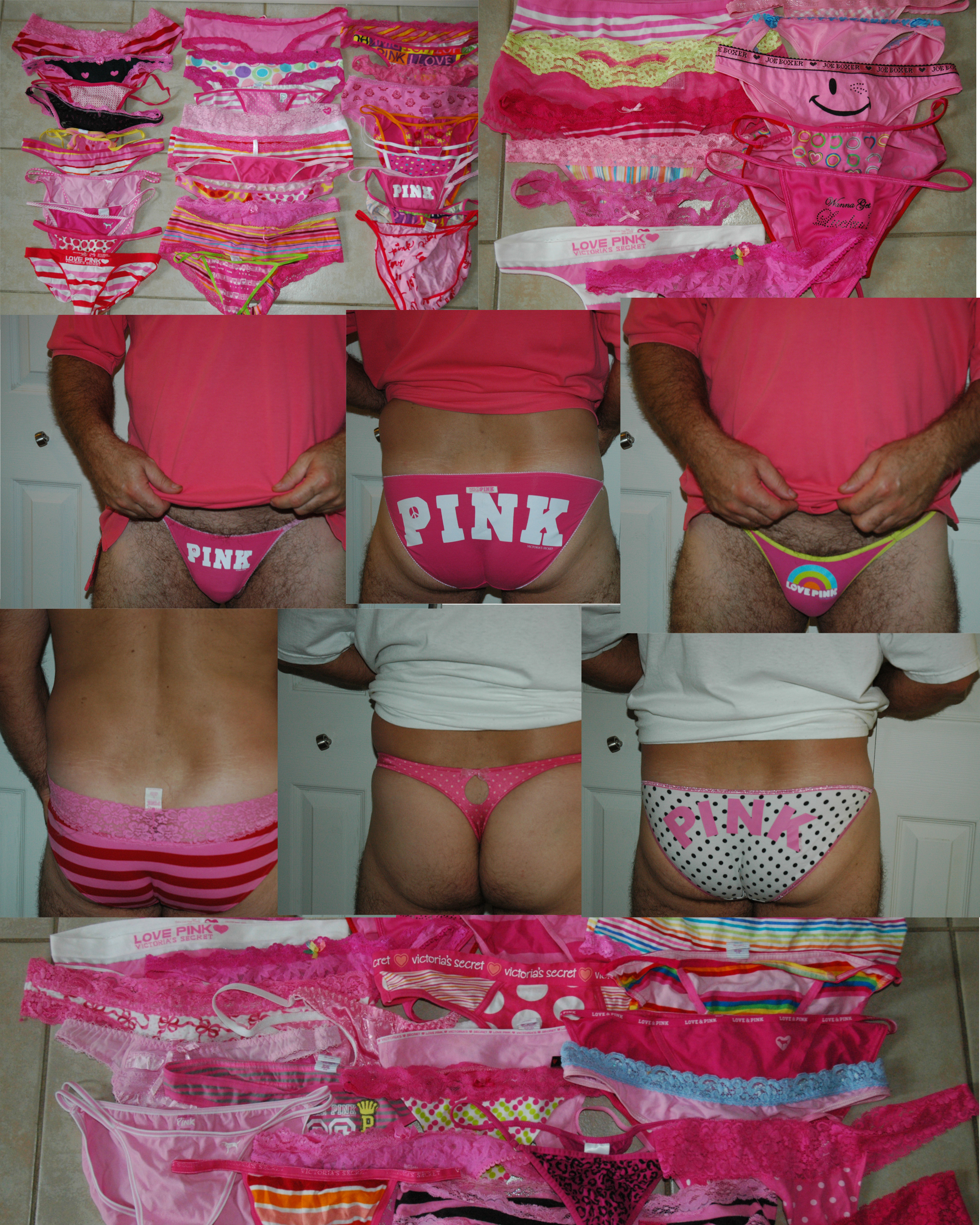
異性下着を着用する男性（外観）

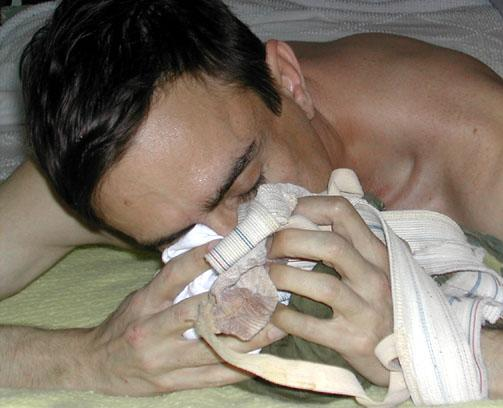
ジョックストラップ（男性用パンツ）を嗅ぐ男性

下着フェティシズム（したぎフェティシズム）とは、フェティシズムの一種である。とくに下着に強い関心を示して執着したり興奮したりする傾向や、そのような傾向を有する人を指す。俗語としては下着フェチという言葉も用いられる。

## 定義のぶれとゆらぎ
もともとフェチとは、フェティシズムを略した俗語であり、その意味も使われ方によって大きく揺らぎがある。また対象者の傾向によりひとくくりにはできない概念を包括していることが多く、その解釈も多様である。ごく狭義には下着もしくは下着姿に強い性的興奮や執着をおぼえる傾向をさす。

### 下着の概念
ブラジャー、パンティー（ショーツ）、ブリーフ、ふんどしといった身体に密着した下着が一般的である。反面腰巻やババシャツといった性的魅力に乏しいものへの執着は一般的ではない。同じ洋風であってもコルセットやガードルといった矯正下着に類するものやブルマーなどへの執着は別の性的倒錯に分類される傾向にある。

### 精神医学的な解釈
アメリカ精神医学会の定めた『精神障害の診断と統計マニュアル』（以下DSM-IV-TR）をもとにすれば、
- 少なくとも6か月間にわたり、女性などの下着に関わる強烈な性的に興奮する妄想、性的衝動、または行動がくりかえしおこる。
- その妄想、性的衝動、または行動によって著しい苦痛、または社会的、職業的な障害がおきている。

の2つを満たすことで下着に関わるパラフィリア（偏愛）とみなすことができる、とされている。 

### 着用する場合
異性愛者（ヘテロ）であるにもかかわらず、異性の下着を着用することで性的興奮を得て、他の性行為に興味を示さない、あるいは著しく関心が低い傾向をさす。女装癖との境界は曖昧だが、女装癖の場合は異性愛傾向が弱くなるので、その部分で分類することが多い。

### 着用させる場合
性行為において相手に下着を着用させて行為に及ぶことが非常に多く、裸での性行為に興味を示さない、あるいは著しく関心が低い傾向をさす。これに関しては成人向け雑誌のグラビアやヌード写真集でも用いられる手法である。

## 該当しない傾向
フェチという俗語が非常にあいまいな解釈のために、日常使われている言葉にも多くの齟齬が生じている。フェチ=フェティシストと解釈するならばかなり強固な行動の固着を意味するが、近年は「好み・好き」程度の軽い解釈となっており、単なる下着着用姿への興奮すらフェチにされてしまう傾向にある。

### 下着着用者への性的興味
異性愛者で、異性の下着姿に性的興奮をおぼえることはごく一般的な反応である。それが固着せず長期にわたらないものは厳密にはフェティシズムとは言えない。夏季に薄着になった女性の下着に性的興奮を覚えても、それは一般的な反応でありフェティシズムと言うほどではない。またスカートの奥の下着を見たい、という欲求は穿視症に分類される別の性的倒錯である可能性や、単なる性的興味の延長である可能性が高い。

### 経済的な興味
ブルセラショップなどで下着を商品として扱う場合の興味・関心は下着フェチには分類されない。

## 下着への関心か、性行為への関心か
基本的には下着という性器を包む衣類への関心は、性行為への関心の段階的な部分とも解釈可能である。とくに性行為を経験していないあるいは性的発達の未熟な若年層にとっては、下着への興味はそのまま性行為への興味と直結しやすい。

## 洗った下着か、汚れた下着か
綺麗に洗濯された下着であっても満足する場合と性器を由来とする汚れに対する興奮とは似て非なるものと解釈可能である。例えば性器を由来とする汚れた下着に興奮する傾向は、多くの場合延長上に性行為を連想させ、性的興奮が高まることに何の疑問も生じない。もしその傾向を持つ者がハンカチやスカーフなど性をイメージさせない布製品に膣分泌液などが付着したものをも性的興奮の対象とし、通常の性行為に著しく興味関心を示さない場合が続いた場合はフェティシズムに分類可能と言えるが、汚れに関する性的興奮が、汚物であることに由来するならばそれはスカトロジーもしくは汚物愛好的フェティシズムに分類される。

## 下着の入手方法による区別
下着泥棒に代表される、窃盗による入手は、入手することに興味が引かれている場合もあり何らかの代償行為とみなされる場合がある。また暴力的な手段で着用している異性から下着を剥ぎ取り奪う行為は、脱ぎたての下着に強い執着がある場合が多いが、下着を異性から直接入手する行為への固着がある場合もある。
ブルセラショップなどの店舗で購入する場合には、店員とのやりとりの中で虚栄心が発生する場合もあり、よりマニアックな傾向へと偏りが見られることもある。一方、購入時に店員とのやりとりをせずに済むため、自動販売機で買う者やネット通販で買う者もいる。またスーパーやディスカウントストアの婦人下着売場を見て購買欲に駆られてしまう者もいる。しかし、ブルセラショップなどの店舗での購入と違い、元々購買する女性客が買いに来る為、女性客がいなくなる時まで待って売場に入り、女性客が来る前に選び終える他、買い物かごに入れても羞恥心から見えなくする為に何かで隠す等買いたい欲と羞恥心との兼ね合いから端から見たら万引き犯に間違われかねない行動になる。また、レジも担当者が若い女性だと変態に見られる羞恥心で躊躇う為、ある程度許容していそうな中年女性がレジ担当でなければ買えないといったリスクが伴う。

## 参考
- アメリカ精神医学会「精神障害の診断と統計マニュアル」(Diagnostic and Statistical Manual of Mental Disorders) Amer Psychiatric Pub; ISBN 0890420254